# 梅萨罗什·艾丽考
梅萨罗什·艾丽考（匈牙利語：Mészáros Erika，1966年6月24日—），匈牙利女子皮划艇运动员。她曾代表匈牙利参加1988年、1992年和1996年夏季奥林匹克运动会皮划艇比赛，共获得一枚金牌和一枚银牌。